# Kokelj
Kokelj je priimek v Sloveniji, ki ga je po podatkih Statističnega urada Republike Slovenije na dan 1. januarja 2010 uporabljalo 272 oseb.

## Znani nosilci priimka
- Borut in Barbara Kokelj, arhitekta
- Matej Kokelj (1859—1927), podobar
- Nina Kokelj (*1972), pisateljica, publicistka in performerka
- Peter Kokelj (*1940), elektrotehnik
- Vasja Kokelj, scenograf